# Moscou, terceira Roma

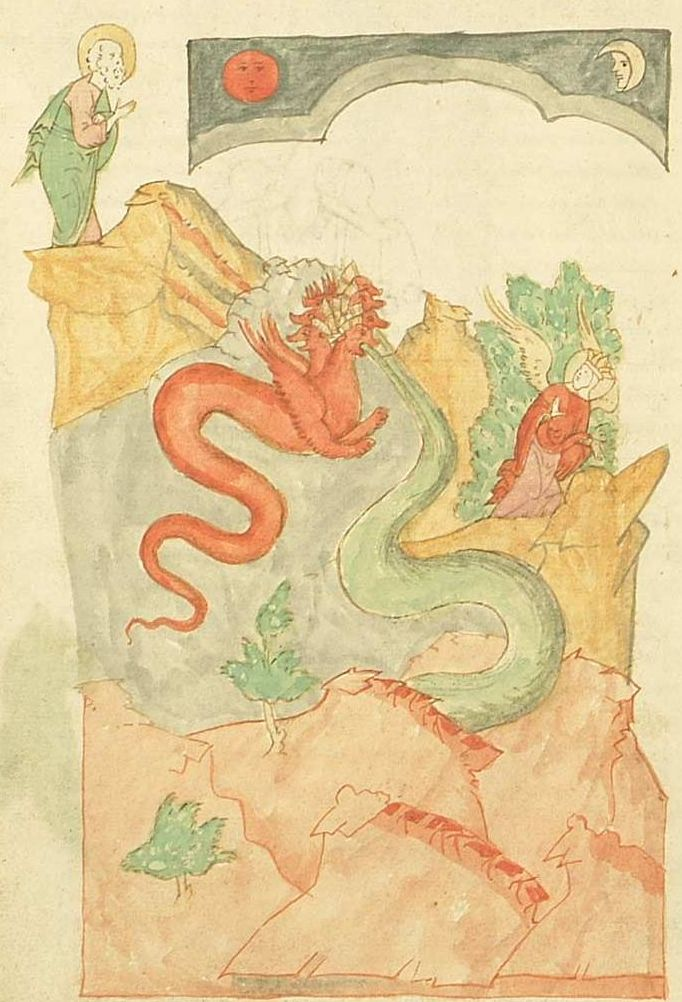
Filoteu utiliza a imagem apocalíptica da Esposa vestida de sol que foge do dragão como uma das justificações para o conceito de sucessão. (A Esposa vestida de sol esconde-se no deserto do dragão. Interpretação do Apocalipse de André de Cesareia, um manuscrito iluminado do séc. XVI dos Velhos Crentes).

Moscou - Terceira Roma (em russo:  Москва — третий Рим) é um conceito teológico, historiosófico e político que afirma que Moscou é a sucessora do Império Romano e de Bizâncio.
Visa provar a regularidade da transferência do centro político e religioso do mundo ortodoxo para a Rússia. As principais disposições são formuladas numa carta (c. 1523, o mais tardar em 1524) de Filoteu, um monge do mosteiro de Pskov, Spaso-Eleazar. Vários pesquisadores acreditam que o conceito remonta à "Declaração de Paschalia" (1492) do Metropolita Zózimo de Moscou e Toda a Rússia, que, no entanto, não foi além da ideia da continuidade de Moscou em relação a Constantinopla.
De acordo com o conceito, o Estado Russo e sua capital são a última (“a quarta não virá”) encarnação terrena do Império Romano “indestrutível” que existe desde a vinda de Jesus Cristo. Este "reino" espiritual cristão não está localizado no espaço e no tempo. Ele passa de uma de suas encarnações para outra de acordo com a teoria da "transferência do império" ("translatio imperii"), que, em particular, remonta ao Livro do Profeta Daniel. O significado escatológico do conceito de Filoteu ("o quarto não virá") implica a expiração iminente do tempo.